# Cristian Tapia Ramos
Cristian Hernando Tapia Ramos (Vallenar, 14 de julio de 1968) es un técnico en Administración de Empresas y Finanzas y político chileno. Fue alcalde de Vallenar entre 2008 y 2020. Desde marzo de 2022 ejerce como diputado por el distrito 4 de la Región de Atacama.

## Biografía

### Vida personal y estudios
Hijo de Raúl Tapia Tirado y de María Ramos Mercado. Es soltero y padre de 3 hijos.
Cursó su enseñanza básica en Vallenar, Copiapó, El Salvador y Potrerillos y su educación media en el Liceo Industrial José Santo Ossa de Vallenar. Posteriormente, cursó la carrera de Técnico Administración de Empresas y Finanzas, en el Instituto Nacional de Capacitación (INACAP), en Copiapó.

### Carrera pública y política
Su carrera pública la inició siendo dirigente y presidente del Sindicato N° 1, de la Compañía Minera Mantos de Oro de Copiapó, presidente regional de Sindicatos de la Minería de Atacama, vicepresidente de la Confederación Minera de Chile y vicepresidente de la Federación Internacional de la Minería y la Metalurgia.
En 2008 fue elegido como alcalde de Vallenar siendo independiente, ingresando posteriormente al partido Movimiento Amplio Social (MAS), con el que se presentó a la reelección en 2012, donde ganó por un estrecho margen. En 2016 logró su tercera reelección.
Entre 2016 y 2018 fue presidente de MAS Región, colectividad que surgió tras la fusión del MAS con el partido Fuerza del Norte. La colectividad se transformó en Mas Izquierda Ciudadana, para desaparecer definitivamente en marzo de 2019.
En noviembre de 2020 renunció a la alcaldía de Vallenar para ser candidato a diputado por el distrito 4, que comprende las comunas de Alto del Carmen, Caldera, Chañaral, Copiapó, Diego de Almagro, Vallenar, Freirina, Huasco, y Tierra Amarilla. Se presentó a las elecciones de 2021 como independiente en un cupo del Partido por la Democracia (PPD), dentro de Nuevo Pacto Social, siendo elegido con 6.349 votos, correspondientes al 6,43% del total de los sufragios válidos.

## Historial electoral

### Elecciones municipales de 2008
- Elecciones municipales de 2008, para la alcaldía de la comuna de Vallenar[2]

### Elecciones municipales de 2012
- Elecciones municipales de 2012, para la alcaldía de la comuna de Vallenar[3]

### Elecciones municipales de 2016
- Elecciones municipales de 2016, para la alcaldía de la comuna de Vallenar[4]

### Elecciones parlamentarias de 2021
- Elecciones parlamentarias de 2021 a Diputado por el distrito 4 (Alto del Carmen, Caldera, Chañaral, Copiapó, Diego de Almagro, Freirina, Huasco, Tierra Amarilla y Vallenar)[5]